# Stanisław Rokicki
Stanisław Rokicki, ps. Suchy (ur. 30 marca 1908 w Mińsku Mazowieckim, zm. 27 sierpnia 1943 w Warszawie) – polski działacz komunistyczny.

## Życiorys
Syn robotnika Piotra Rokickiego i Katarzyny z Woźniców, brat Mariana. Z zawodu był szewcem, w 1925 wstąpił do Komunistycznego Związku Młodzieży Polskiej, a w 1928 do Komunistycznej Partii Polski. Podczas kampanii wyborczej do Sejmu w 1928 agitował przemawiając na mińskim rynku, został aresztowany i uwięziony w Areszcie Centralnym, gdzie przebywał sześć miesięcy. Ponownie został aresztowany we wrześniu 1931 podczas marszu głodnych, został wówczas skazany na osiem miesięcy aresztu, karę odbył na Pawiaku. W 1936 zaczął działać w Klasowych Związkach Zawodowych, był organizatorem wielu strajków robotniczych. Równocześnie pełnił funkcję sekretarza dzielnicowego KPP w Mińsku Mazowieckim. W 1937 razem z rodziną przeniósł się do Będzina, gdzie pracował w firmie „Kugelmann”, utrzymywał również kontakt z czeskimi komunistami. Po wybuchu II wojny światowej, w grudniu 1939 powrócił do Mińska Mazowieckiego. W styczniu 1942 po spotkaniu z Władysławem Skowrońskim „Młotem” stworzył komórkę Polskiej Partii Robotniczej w Mińsku Mazowieckim, podczas pierwszego posiedzenia powierzono mu funkcję sekretarza Komitetu Dzielnicowego PPR Warszawa-Prawa Podmiejska, przyjął wówczas pseudonim „Suchy”. Został też członkiem Komitetu Okręgowego PPR w terenie, a także grupy wypadowej Gwardii Ludowej. 27 lipca 1943 został aresztowany w Mińsku Mazowieckim przez gestapo i osadzony na Pawiaku, torturowany w siedzibie gestapo w alei Szucha został tam zamordowany 22 lub 27 sierpnia 1943 i pochowany w nieznanym miejscu. Pośmiertnie został odznaczony Krzyżem Walecznych.
Do grudnia 2017 w Mińsku Mazowieckim istniała ulica Braci Rokickich, która upamiętniała Mariana i Stanisława Rokickich.